# 信陽王冠介
信陽王冠介（学名：Anchistrocheles shinyangriensis）为土菱介科王冠介屬下的一个种。